# تاتسوکی سوکو
تاتسوکی سوکو (ژاپنی: 瀬古 樹؛ زادهٔ ۲۲ دسامبر ۱۹۹۷) یک بازیکن فوتبال اهل ژاپن است.
از باشگاه‌هایی که در آن بازی کرده‌است می‌توان به باشگاه فوتبال یوکوهاما اشاره کرد.